# Багнет

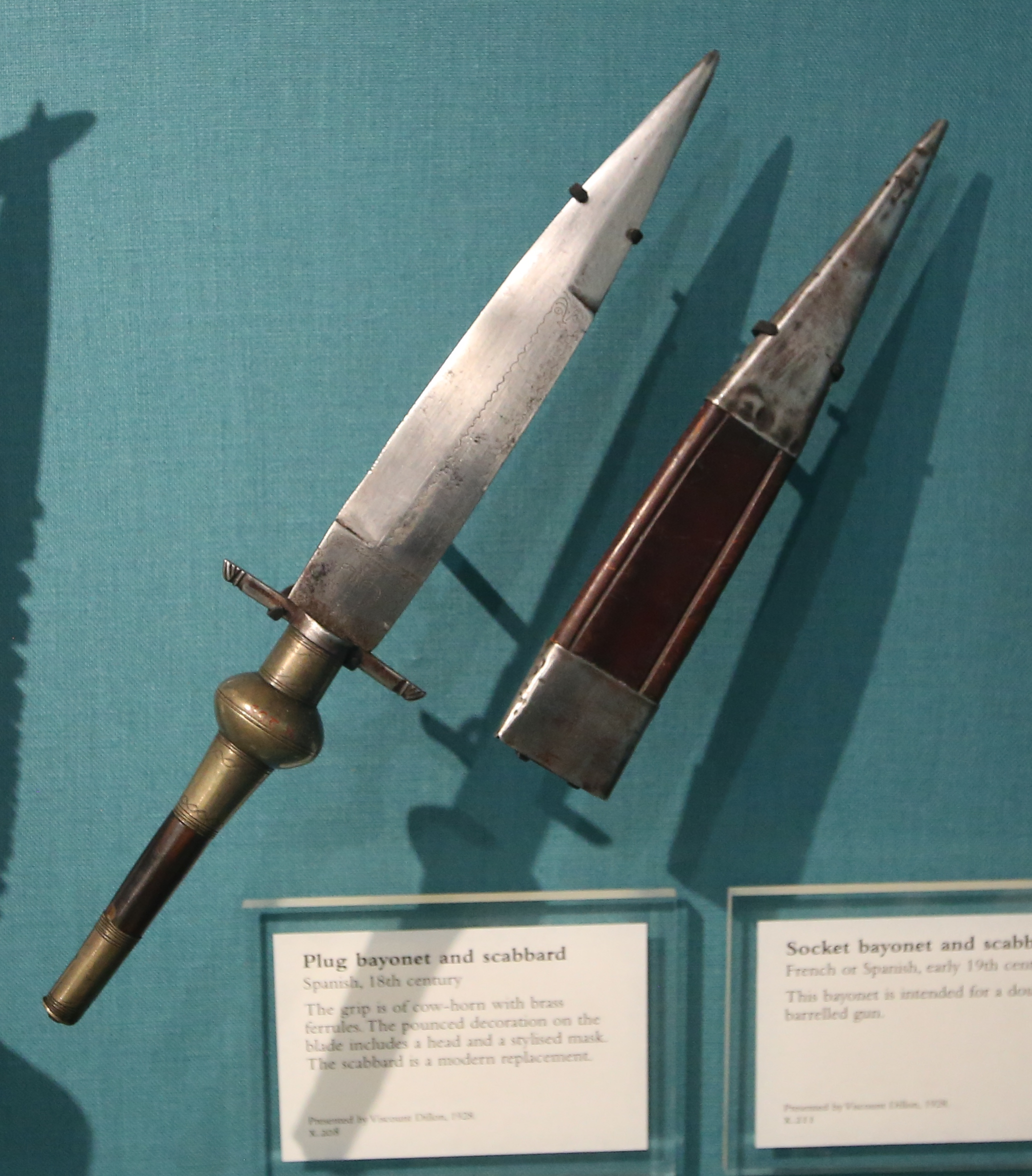
Іспанський корковий багнет («багінет») з піхвами

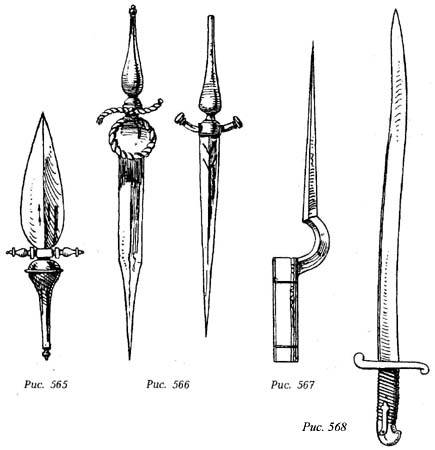
Багінет з латунною оправою і дерев'яною ручкою-пробкою, кінець XVII століття; 2 багінети, Англія, XVII століття; французький втулковий багнет, 1724 рік; французький багнет системи Дельвіня, зразка 1840 року (так званий «ятаган»)

Багне́т (від пол. bagnet, що походить від фр. baionette), штик (через рос. штык чи пол. sztyk, sztych від сер.-в.-нім. stich) — колюча і ріжуча холодна зброя, що кріпиться на дульній частині ствола ручної вогнепальної зброї і призначається для рукопашного бою.

## Історія
З'явився в середині 17 століття у Франції. Назва походить від міста Байонна, що, за традицією, вважається місцем винайдення багнета.
Поява багнета означала подальший розвиток військової справи. Рушниця з багнетом, комбінована зброя, у багатьох випадках являла собою чудовий замінник короткого списа. Відпала потреба в спорядженні одних солдатів вогнепальною (мушкетери), а інших лише холодною зброєю (пікінери), бо стрільці отримали ефективну зброю для рукопашної. Саме з XVII століття списи починають повністю виходити з вжитку в піхоті.
Спочатку багнет був ножем (вістрям списа), руків'я якого встромлялося в дуло рушниці, а в непримкнутому положенні він зберігався в піхвах (відомий як «багінет» або «корковий багнет», нім. Spundbajonett). Наприкінці XVII століття (бл. 1670 р.) з'являються багнети з трубкою замість руків'я, а бл. 1700 — шийка між трубкою і лезом. Трубка давала змогу настромляти багнет ззовні дульного отвору, уможливлюючи стрільбу з примкнутим багнетом; але у випадках надто великої маси рушниці і багнета (наприклад, на штуцерах, де використовувалися багнети-тесаки) останній примикався лише перед рукопашним боєм. При примиканні поздовжня вісь багнета продовжує вісь ложа, що забезпечує точність удару.
У Росії 3-гранний багнет з трубкою прийняли на озброєння в 1708 році, наприкінці XIX століття його замінив 4-гранний. У період між світовими війнами використовувалися гранчасті багнети (СРСР, Франція) та клинкові у вигляді ножа або кинджала (Німеччина, Японія та інші), під час Другої світової війни застосовувалися також невід'ємні багнети, які у похідному положенні складалися та фіксувалися вздовж ствола. Відомі багнет-ніж, який кріпиться до автомата, снайперської гвинтівки, та невід'ємний клинковий багнет, що кріпиться до карабіна.
У березні 2010 р. армія США ухвалила рішення відмовитись від багнета та навчання солдат прийомам бою з багнетом. Рішення обґрунтовано тим, що в умовах сучасної війни, багнет більш не є необхідною та надійною зброєю.

## Класифікація
За формою клинка
- Голкові
  - Круглий
  - Грановані
    - Тригранний
    - Чотиригранний
- Клинкові
  - Багнет-тесак
  - Багнет-ніж
- Інструментальні

За способом кріплення
- Від'ємні
- Невід'ємні

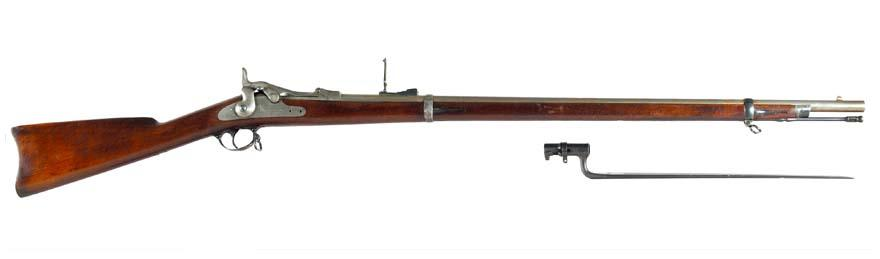
Гвинтівка Springfield Model 1873 з багнетом